# Mathematics Knows No Races
Les matemàtiques no saben les races, en anglès, Mathematics Knows No Races, va ser un discurs polític pronunciat per David Hilbert al Congrés Internacional de Matemàtics de 1928. El discurs acaba així:
Les matemàtiques no coneixen races ni límits geogràfics; per a les matemàtiques, el món cultural és un sol país.

## Context
El Congrés Internacional de Matemàtics de 1928 va ser el darrer on va existir una exclusió de matemàtics al Congrés Internacional de Matemàtics. El boicot del Congrés Internacional de Matemàtics de 1924 va ser un punt d'inflexió en aquesta exclusió, i Hilbert volia reflectir que les matemàtiques no coneixen de fronteres, ni tan sols de races, tan sols la cultural.

## Impacte
El discurs de Hilbert provocà que al Congrés Internacional de Matemàtics de 1932 l'exclusió fos mínima. Diversos dels assistents van aplaudir Hilbert pel discurs, i el missatge va arribar a tots els països membres de la Unió Matemàtica Internacional. Les actes del Congrés de 1928 van incloure aquesta cita a les primeres pàgines, i es va tractar de remarcar aquest discurs a les actes.